# 石井街道 (广州市)
石井街道是中华人民共和国广东省广州市白云区下辖的一个街道办事处，位于广州市西北部，2002年7月1日成立。辖区总面积39.28平方公里，下辖23个社区，人口约15万人，其中常住人口8.4万人。
2013年12月19日，广州市人民政府批复同意白云区部分行政区划调整，调整后，石井街道办事处管辖石井社区、兴隆社区、马岗社区、新庄社区、潭村社区、凰岗社区、张村社区、庆丰社区、金碧新城社区。石井街道办事处驻地不变（石丰路1号）。
2023年7月8日，“广州时尚之都石井启动区”在石井街道正式成立。

## 行政区划
石井街道下辖以下地区：
石井社区、兴隆社区、马岗社区、新庄社区、潭村社区、凰岗社区、张村社区、庆丰社区和金碧新城社区。

## 交通

### 地铁
█8号线：聚龙站、石潭站、小坪站、石井站